# 左懋泰
左懋泰（1597年—1656年），字韋諸，又字羽明，號大萊。山東萊陽人。明末清初政治人物。

## 生平
左懋第的堂弟。明天啓元年（1621年）辛酉科鄉試第五十六名舉人，崇禎七年甲戌科（1634年）進士，户部观政，本年八月授河南陈留知县，十年调繁祥符县，十二年升兵部武选司主事，本年调职方司，十五年改吏部验封司主事，升考功司，官至吏部郎中。李自成陷北京，被夹输饷万两，释送吏政府，歸降大順政權，授密云防御使。出仪门乘马，自鸣得意。後又降清，左懋第謝過左懋泰治母喪之後，便怒責其變節行為。
順治六年（1649年），“为仇家所讦”，舉家百餘口流放铁岭。順治七年十二月底，僧人函可在慶祝左懋泰生日當天，倡議成立冰天詩社。順治十三年病卒。

## 家族
曾祖左文昇，寿官；祖父左奎，赠奉政大夫；父左之祯，奉直大夫、巩昌府同知。有子左昕生。

## 外部連結
- 铁岭历史名人：明臣左懋泰流放铁岭[永久]